# Salvia funerea
Salvia funerea là một loài thực vật có hoa trong họ Hoa môi. Loài này được M.E.Jones miêu tả khoa học đầu tiên năm 1908.

## Hình ảnh

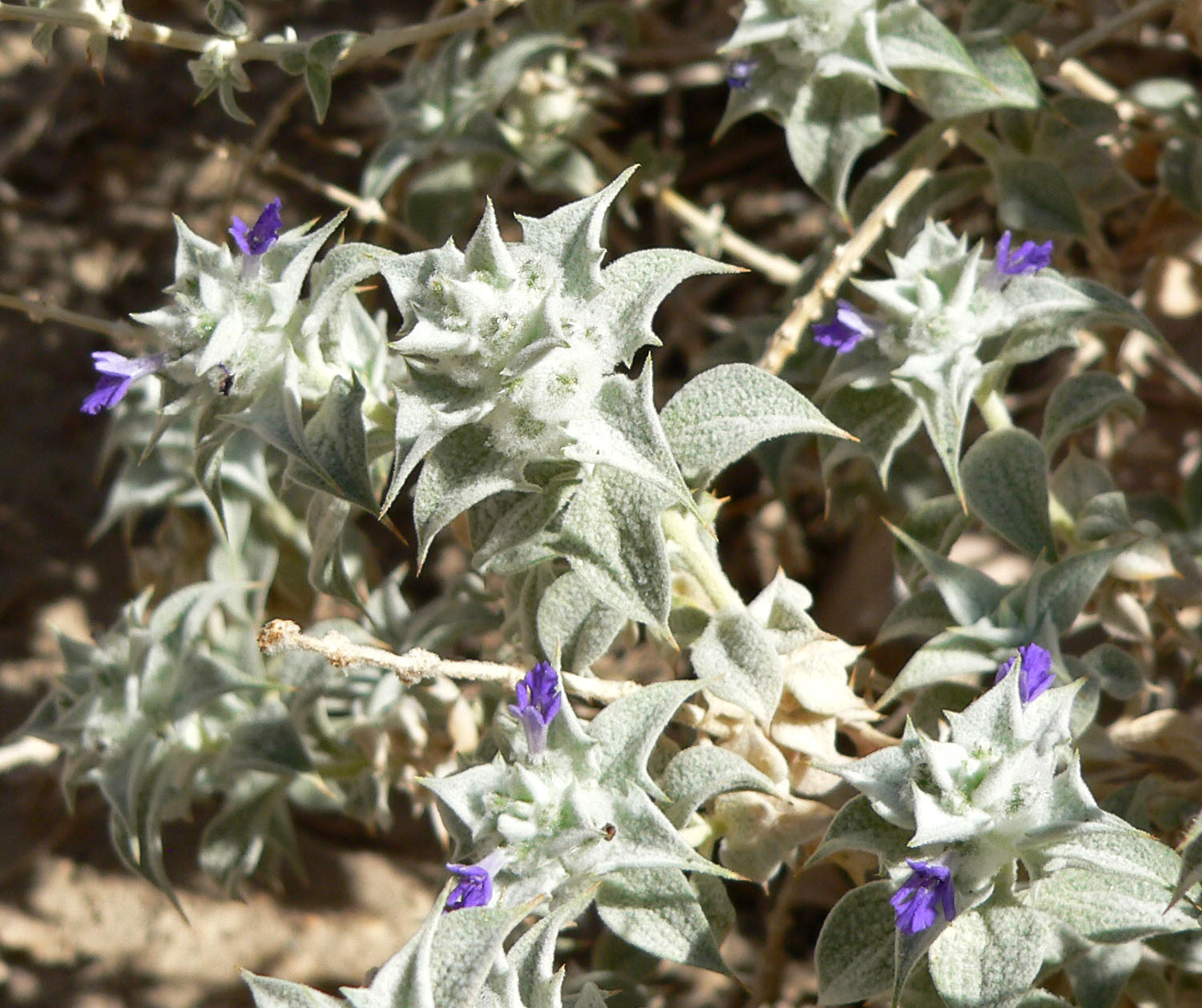
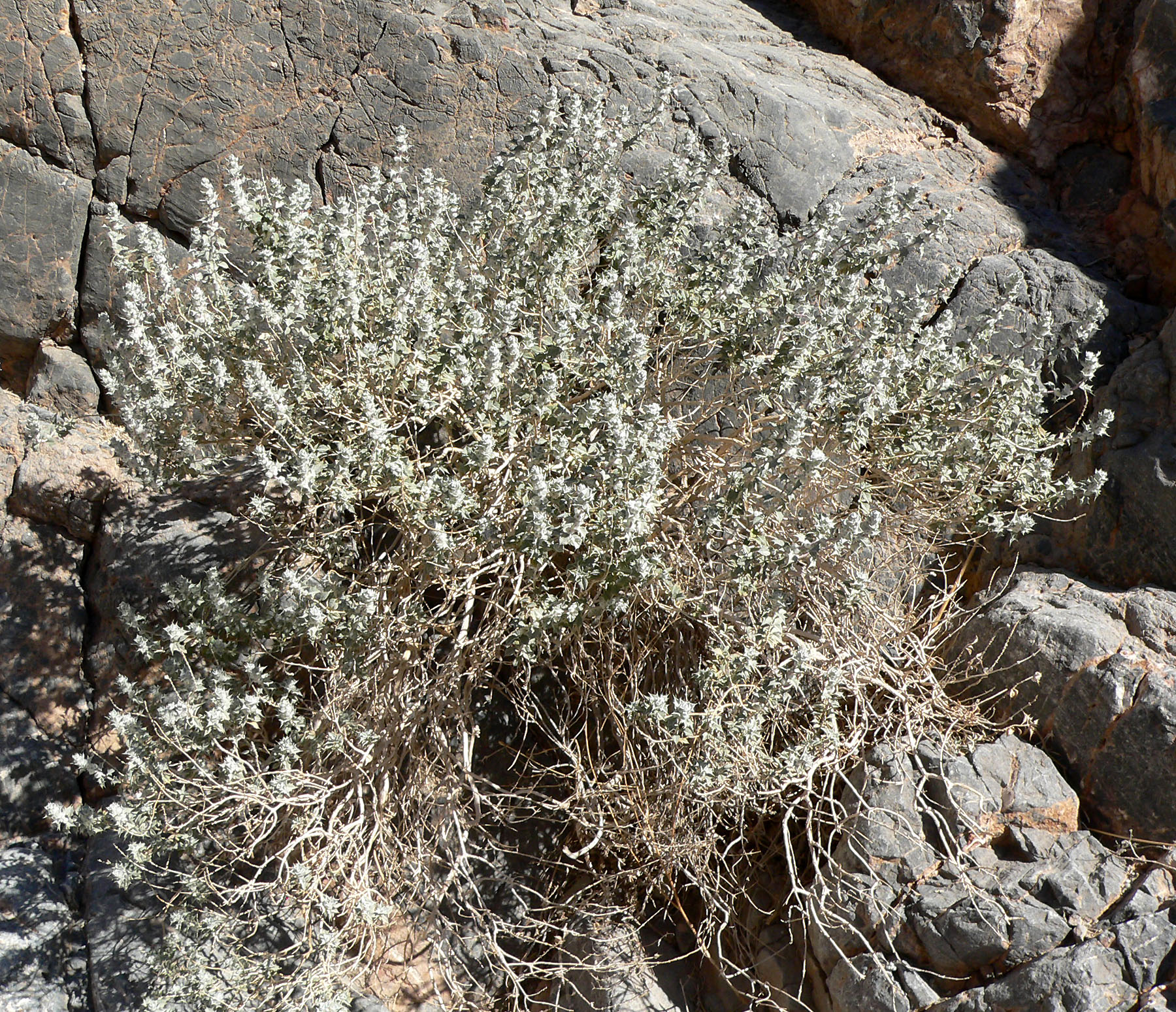
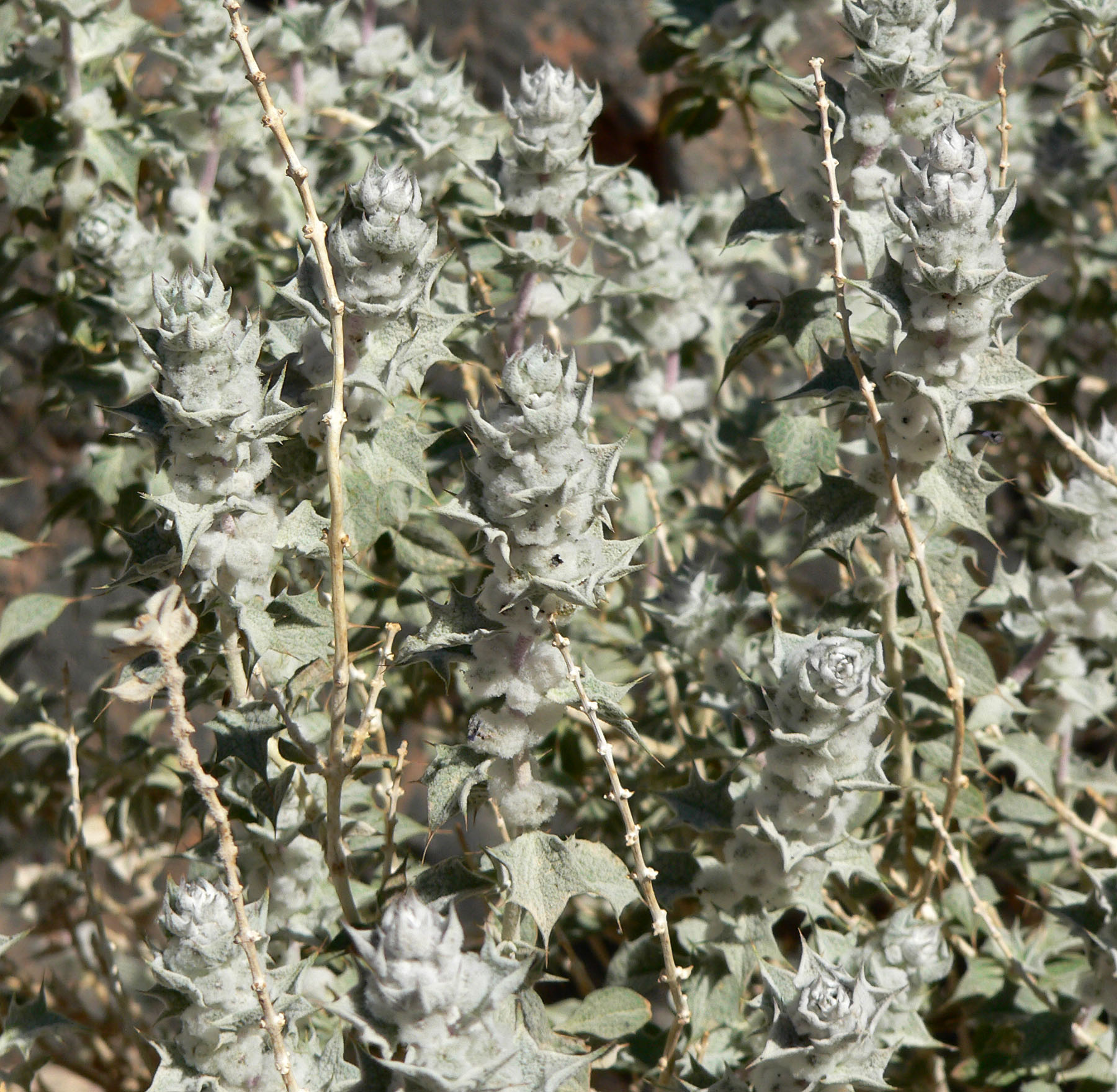
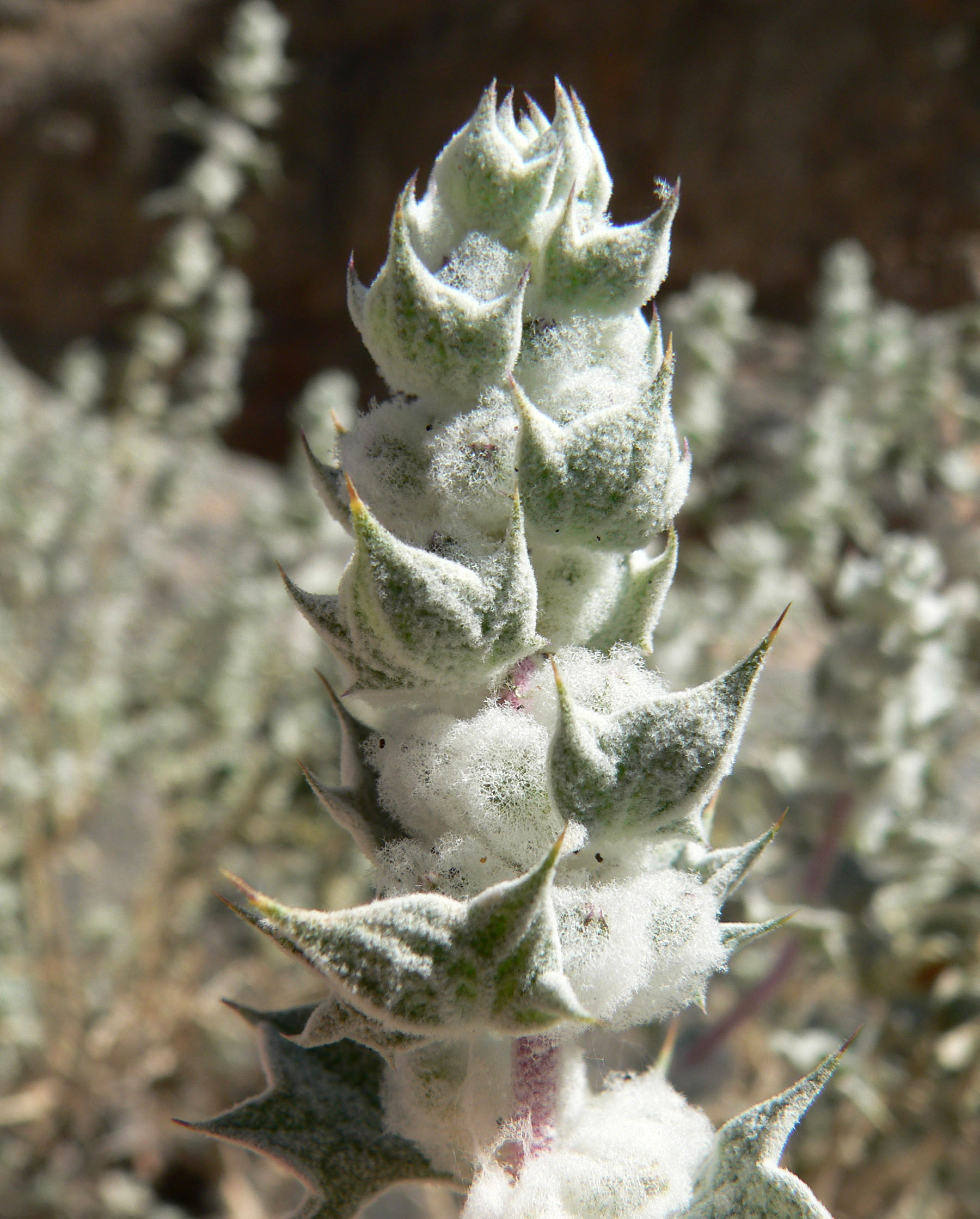